# AMX-13 DCA
AMX-13 DCA – francuskie samobieżne działo przeciwlotnicze wykorzystujące podwozie czołgu lekkiego AMX-13.
Na podwoziu umieszczona jest wieża S401A mieszcząca dwie armaty Hispano-Suiza HSS-831A i radar dopplerowski DR-VC-1A Oeil Noir 1 (antena radaru jest w położeniu marszowym składana). Kąt ostrzału armat jest równy 360° w poziomie i od –8° do +85° w pionie. Donośność maksymalna 13 500 m, skuteczna do celów latających 3500 m. Działo AMX-13 DCA zostało przyjęte do uzbrojenia armii francuskiej w 1966 roku.